# Primal (2019)
Primal is een Amerikaanse actiefilm uit 2019, geregisseerd door Nick Powell.

## Verhaal
Frank Walsh is een ervaren jager op groot wild, gespecialiseerd in zeldzame en gevaarlijke soorten. Hij heeft onlangs een uiterst zeldzame witte jaguar gevangen in de regenwouden van Brazilië en is nu van plan deze voor een fortuin aan een dierentuin te verkopen. Frank boekt een boot om de jaguar met andere dieren naar de Verenigde Staten te brengen. De autoriteiten hebben deze boot echter ook nodig om een beruchte moordenaar te vervoeren die moet worden berecht en die om medische redenen niet per vliegtuig kan worden vervoerd. Op weg naar de Verenigde Staten bevrijdt de crimineel zichzelf en laat hij gevaarlijke dieren en giftige slangen vrij.

## Rolverdeling
| Acteur            | Personage        |
| ----------------- | ---------------- |
| Nicolas Cage      | Frank Walsh      |
| Famke Janssen     | Dr. Ellen Taylor |
| Kevin Durand      | Richard Loffler  |
| LaMonica Garrett  | John Ringer      |
| Michael Imperioli | Paul Freed       |

## Ontvangst
Primal heeft op de beoordelingssite Rotten Tomatoes een waarde van 36% en een gemiddelde score van 4,10/10, gebaseerd op 44 recensies. De consensus luidde: "Deze actiefilm, die vooral interessant is voor Nicolas Cage-completisten en hardcore B-filmfans, lijdt aan een ongelukkig gebrek aan oer-energie". Op Metacritic had de film een gewogen gemiddelde score. van de 32/100, gebaseerd op 11 kritische recensies, die aangeven "over het algemeen ongunstige recensies".